# Agridaki
Agridaki (gr. Αγριδάκι, tur. Alemdağ) – wieś na Cyprze, w dystrykcie Kirenia. 
W wyniku inwazji tureckiej w 1974 roku obszar, na którym znajduje się miejscowość, kontrolowany jest przez nieuznawaną na arenie międzynarodowej, proklamowaną w 1983 roku Turecką Republikę Cypru Północnego. Republika Cypryjska rości sobie prawa do tych terenów.